# Romário Dias
Romário de Castro Dias Pereira ComMM (Simão Dias, 29 de abril de 1943) é um servidor público e político brasileiro. Atualmente é deputado estadual pelo estado do Pernambuco.

## Biografia
É especializado em administração pública, 1978 (Universidade de Pernambuco), bacharel em administração de empresas, 1976 (Faculdade de Administração de Pernambuco - Universidade de Pernambuco) e bacharel em sociologia, 1971 (Universidade Federal de Pernambuco).
Em 1988 foi eleito vereador do município de Recife. Em 1991, após ser eleito deputado estadual, deixou o cargo de vereador para assumir na Assembleia Legislativa de Pernambuco (ALEPE), onde permaneceria por 5 mandatos. Em 2006, recebeu do então vice-presidente José Alencar a admissão à Ordem do Mérito Militar no grau de Comendador especial. Permaneceu como deputado estadual até 27 de julho de 2007, quando foi nomeado conselheiro do TCE, pelo ex-governador Eduardo Campos. Voltou a política em 2014, quando foi, novamente, eleito deputado estadual, com 42 115 votos.
Em 2018 foi eleito para seu sétimo mandato como deputado estadual, com 26 392 (0,58% dos válidos) votos.